# Polyxenus
Polyxenus is een geslacht van miljoenpoten uit de familie van de Polyxenidae.

## Soorten
- Polyxenus lagurus (Linnaeus, 1758) Penseeltje
- Polyxenus lapidicola Silvestri, 1903